# 瀬川光之
瀬川 光之（せがわ みつゆき、1962年〈昭和37年〉3月3日 - ）は、日本の政治家、長崎県西海市長（1期）。長崎県議会議員（6期）、西彼町議会議員（4期）を務めた。

## 来歴
長崎県立諫早農業高等学校卒業。卒業後は農業に従事し、青年団で活動。西彼町議会議員を4期務め、2003年長崎県議会議員に初当選。6期務める。県議会では総務常任委員会委員長、文教厚生常任委員会委員長、議会運営委員長を務める。2019年長崎県議会議長に就任。議会内では自由民主党会派に所属し、長崎県連政務調査会長、幹事長、県連副会長を歴任した。
2021年9月18日、自民党長崎県連は同年に予定される第49回衆議院議員総選挙長崎4区において、現職の北村誠吾ではなく瀬川を公認候補として党本部に推薦することを決定。北村の失言などへの反発が背景にあったとされるが、党本部は公示直前の10月15日に北村を公認候補とすることを決定したため、瀬川は衆院選への不出馬を表明した。
2024年12月8日、翌年に予定される西海市長選挙への立候補を表明。2025年3月4日、県議を辞職。
2025年4月20日投開票の西海市長選挙では、自民、公明両党の推薦を受けた瀬川が、新人2人を破って初当選した。

## その他
高校時代はラグビー部に入部し、2年生、3年生の時には、花園へ選手として全国大会に出場した。3年生の時は長崎県代表選手に選ばれ、各大会に出場した。